# Дом купца Кишкина
Дом купца Кишкина (Дом купцов Кишкиных, Дворец купцов Кишкины) — историческая достопримечательность, расположенная в Серпухове, городской округ Серпухов, Московская область.
В прошлом здание принадлежало крупному серпуховскому купцу Д. И. Кишкину — владельцу знаменитой фабрики по производству парусин, в настоящий момент в нём расположен следственный изолятор — Тюремный за́мок. Находится на Калужской улице, 50.

## История

### Дом
Точная дата постройки и имя строителя дома не сохранились. Известно, что здание было построено до 1758 года, когда братья Николай и Василий Кишкины делили свою парусиновую мануфактуру. Несколько раз в год Кишкиным приходилось бывать в Санкт-Петербурге, и поэтому вероятно, что их вкусы сформировались под влиянием Северной Пальмиры, а автор проекта работал и учился в столице.
Согласно Плану реконструкции уездных городов Московской губернии времён императрицы Екатерины II, кварталы на Калужской предназначались для представителей дворянских родов — жить здесь считалось престижным. Однако дворян в Серпухове было мало, и улица постепенно обрастала купеческими домами. По городской легенде, Екатерина II в 1775 году останавливалась в старинном особняке Кишкиных во время своей поездки на юг. После посещения императрицы хозяева — братья Кишкины — больше не проживали в этом доме и передали замок Серпухову в память о посещении их дома царствующей императрицы. Однако документы свидетельствуют, что «дом этот приобретён казною в покупку в 1782 году, время основания его неизвестно».

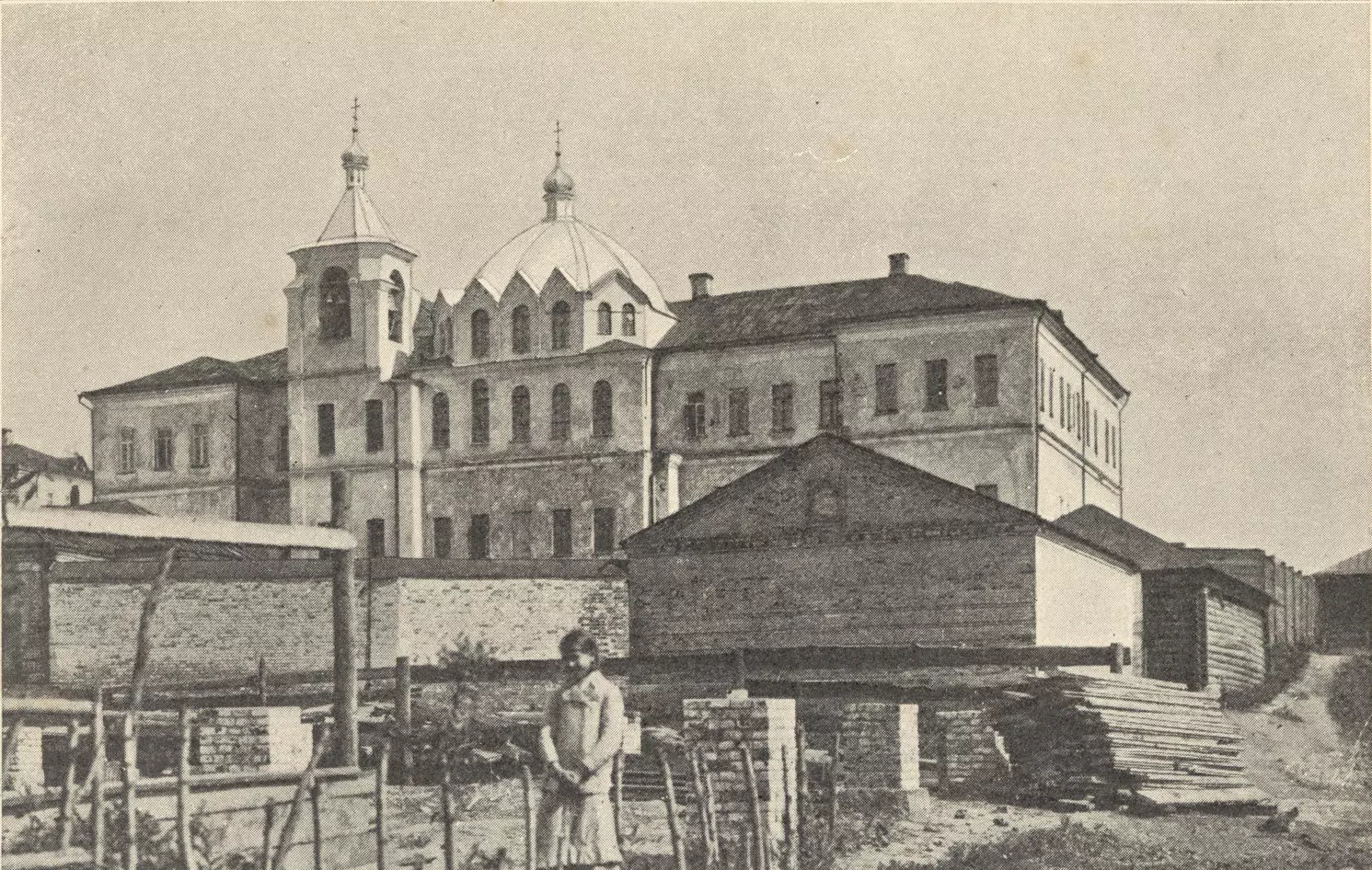
Старинное фото дома вместе с Церковью Александра Невского

В конце XVIII века в доме размещались полиция, уездный суд, дворянская опека, зал для собрания дворянства, земский суд, уездное казначейство, Дума. Из-за большого размера здания долгое время в первом этаже располагались винные погреба, а кое-где значились «пустопорожние покои». Судебные учреждения Серпухова с конца 1780-х до середины 1860-х годов находились в Присутственных местах города Серпухова в доме купцов Кишкиных. На втором этаже был размещён Земский суд, на третьем — Уездный суд и Дворянская опека, Магистрат и Сиротский суд, Словесный суд.

### Тюрьма
До 1866 года священник Распятского собора Иоанн Петрович Знаменский занимался «назиданием пересыльных арестантов в обязанностях веры и нравственности», за что и был награждён камилавкой в 1853 году.
Красивое здание перестроили, лишив его внешнего декора и гладко оштукатурив стены. В 1890 году в просторном зале верхнего этажа была построена Церковь Александра Невского, увенчанная куполом с луковичной главкой. Позднее рядом с ней была возведена столпообразная шатровая колокольня. Купол церкви и колокольня украшали внешний вид здания и делали его похожим на замок. Церковь Александра Невского была приписана к собору Николы Белого, для ведения службы приглашали священники из Высоцкой обители.
В то время тюрьма была рассчитана на 100 человек и состояла из 7 мужских и 1 женской камер. На втором этаже располагалась тюремная больница на 10 коек, которую бесплатно обслуживал городской доктор. Заключённые, отбывая наказание, часто занимались общественно полезным трудом: расчищали городские улицы от снега, плели стулья и корзины на продажу. Выручка от продажи шла на улучшение жизни заключённых, а треть выручки попала в городскую казну.
На протяжении всего существования Серпуховской тюрьмы считалось, что сбежать из неё невозможно. Однако в январе 1912 года это попытался сделать заключённый-конокрад Лактошин. Он и группа, которую он собрал для побега, разработали план. В тюремных мастерских из обломка косы планировалось сделать ключи и ножи. Затем заключённые хотели напасть на охранника и отобрать у него ружьё. Попытка, безусловно, увенчалась бы успехом, однако этому помешал случай. Следуя с работы, у одного из заключённых была обнаружена заготовка для ключа от камеры.
Расследование этого инцидента привело повлекло за собой определённые последствия, одно из которых запрещало надзирателям ношение оружия во внутренних помещениях тюрьмы. Это правило действует в уголовно-исполнительной системе и по сей день.
В годы Первой мировой войны в тюрьме была организована швейная мастерская по пошиву обмундирования солдат, а также мастерская по изготовлению протезов.

#### Советское время
В советское время тюрьма продолжала действовать, а храм упразднили и разорили. Многие клирики и верующие Серпухова и области прошли через стены серпуховской тюрьмы, позднее прославленные в лике Новомучеников и Исповедников Российских. До середины XX века облик тюремного замка, послужившего декорацией для съёмок исторических фильмов, практически не менялся.

26 февраля 1913 года начальнику тюрьмы В. Ф. Жойдику было наложено административное взыскание за неправильное действие, когда он являлся начальником Звенигородской тюрьмы.
В 1920-е года Серпуховская уездная тюрьма была переименована в тюрьму № 4 УНКВД МО, а в 1946 году она получила название «тюрьма № 13 УМВД МО». 3 ноября 1954 года приказом МВД № 0615 тюрьма № 13 УМВД МО переименована в тюрьму № 3 УМВД МО.
В начале 1960-х годов организационная структура учреждений тюремного типа претерпела значительные изменения. Решением Коллегии Министерства охраны общественного порядка СССР от 31 октября 1963 года был образован новый вид учреждения — следственный изолятор.
В 1970-х и 1980-х годах на территории следственного изолятора были построены режимный корпус № 2, общежитие отряда по хозяйственному обслуживанию, столовая для личного составка, а также административный корпус.

#### Современное состояние
В начале 1990-х годов кирпичный забор, со временем пришедший в негодность, заменили на железобетонный. Была полностью переоборудована подъездная территория к учреждению, полностью обновлено дорожное покрытие, устроены клумбы.
В 1999 году благодаря Серпуховскому благочинию и на средства духовенства в серпуховском изоляторе в молитвенных комнатах с иконостасом возобновилось богослужение. В начале XXI века режимный корпус № 1, построенный более 250 лет назад, пережил новое рождение.
С 2005 года и по настоящее время учреждение ИЗ-50/3 возглавляет подполковник внутренней службы С. В. Зайцев.

## Начальники тюрьмы
- 1890—1895: действительный статский советник Пётр Михайлович Рюмин (как председатель уездного тюремного комитета города Серпухова), начальник тюрьмы — коллежский асессор Павел Сергеевич Соловьёв;
- 1895—1909: коллежский секретарь Василий Васильевич Кутуков;
- 1909—1911: надворный советник Пётр Николаевич Бестужев;
- 1911—1913: титулярный советник Николай Аркадьевич Малинин;
- 1913—?: губернский секретарь Викентий Францевич Жойдик;
- 1946—?: капитан внутренней службы И. К. Шаров;
- 9 июня 1954—?: капитан внутренней службы Зиниченко;
- ?—1959: капитан внутренней службы И. А. Орлов;
- 1959 — 31 октября 1963: капитан внутренней службы Николай Акимович Крылов;
- 31 октября 1963 — январь 1974: майор внутренней службы Иван Фёдорович Переворочаев;
- январь 1974—1980: майор внутренней службы Михаил Сергеевич Ефимов;
- 1980—1988: подполковник внутренней службы А. А. Сивоголовкин;
- 1988—1994: подполковник внутренней службы С. В. Иванов;
- 1994—2005: полковник внутренней службы В. И. Стогов.
- 2005 — настоящее время: подполковник внутренней службы С. В. Зайцев[10].

## Описание
Здание имеет сложную трёхризалитную композицию с чётко выраженным четырёхосевым центром. Эта типичная для Петербурга трёхмерная конструктивная схема дворцового здания восходит к трёхчастному французскому типу особняка второй половины XVII века.
Первый этаж дворца купцов Кишкиных, где находились старые служебные помещения, перекрытые тяжёлыми сводами, был задуман как крепкий цоколь. Барочные наличники с резными белокаменными замками и рустованные пилястры соседствуют с скульптурным рельефом, дополненным окантовкой из тонкопрофилированного крепованного гурта.
В начале XIX века декоративное убранство фасадов верхних этажей дворца было изменено при ремонте. Они были гладко оштукатурены, а окна получили ампирные подоконные камни с подушками. Сохранился лишь сочный белокаменный междуэтажный карниз.
В 1803 году боковые ризалиты дворца были расширены за счёт добавления новых лестничных объёмов. Первоначальная лестница была наружная. Два симметричных всхода вели с парадного двора в апартаменты второго этажа. Внутренняя планировка дворца была хорошо сохранена. Вдоль главного и паркового фасадов были расположены две параллельные анфилады. В центральном ризалите находился большой односветный зал, переделанный в церковь в 1890 году и перекрытый большим восьмигранным куполом, и колонновидная звонница псевдовизантийских форм, к которой был пристроен внешний ризалит.
В остальных помещениях второго и третьего этажей по сторонам зала была сохранена уникальная алебастровая лепнина середины XVIII века, покрывающая сводчатые потолки. Пяты сводов были расположены над оконными проёмами, что создаёт «прекрасные по пропорциям, наполненные светом комнаты и способствует цельному восприятию лепного декора, занимающего господствующее положение в их облике». Лепные композиции из фигурных клейм, растительных орнаментов, волют, трельяжей и «купидонов» выполнены с «поразительной фантазией и не повторяются ни в одном из тридцати помещений». В то же время наиболее сложные, богатые, но более сдержанные композиции встречаются в центральных апартаментах.